# 23 (liczba)
23 (dwadzieścia trzy) – liczba naturalna następująca po 22 i poprzedzająca 24.
Jest jedną z liczb pierwszych.
Pisarz William S. Burroughs był znany z uwagi, jaką poświęcał analizowaniu zjawisk związanych z liczbą 23. Robert Anton Wilson poświęcił tajemnicy liczby 23 część swojej Trylogii Illuminatus! oraz Kosmicznego spustu. Liczba 23 jest w dyskordianizmie symbolem bogini Eris. Do tej tematyki nawiązano też w filmach fabularnych 23 (23 – Nichts ist so wie es scheint, 1998) i Numer 23 (The Number 23, 2007).

## 23 w nauce
- liczba atomowa wanadu
- obiekt na niebie Messier 23
- galaktyka NGC 23
- planetoida (23) Thalia

## 23 w kalendarzu
23. dniem w roku jest 23 stycznia. Zobacz też co wydarzyło się w 23 roku n.e.